# شهرستان تونگ
شهرستان تونگ (به قرقیزی:Тоң району، توڭ رايونۇ)(به روسی: Тонский район) یک شهرستان از استان ایسیق‌کول در شمال شرقی قرقیزستان واقع شده‌است. این شهرستان که در جنوب شرق دریاچه ایسیق‌کول واقع شده است، دارای مساحت ۷۲۳۰ کیلومترمربع (۲۷۹۰ مایل مربع) می‌باشد. مرکز این شهرستان شهر بوکانبایف است.

## خصوصیات
شهرستان ایسیق‌کول بر اساس آمار سال ۲۰۰۹، مشتمل بر ۳۰ منطقه مسکونی است و دارای ۴۹٬۱۳۰ نفر جمعیت است که از این جمعیت، ۹۸٪ قرقیز، ۱.۷٪ روس و ۰.۳٪ از دیگر گروه‌های قومی هستند.